# Ňathi Cänpo
Ňathi Cänpo (གཉའ་ཁྲི་བཙན་པོ་) byl podle tradičního podání první tibetský král „Jarlungské dynastie“. Podle legendy sestoupil z nebe po laně zvaném mu na jednu z tibetských hor. Díky zvláštním fyzickým rysům jej místní lidé prohlásili za boha a zvolil si jej za krále. Ňathi Cänpo měl v údolí řeky Jarlung nechat vztyčit chrámovou zvanou Jumbulagang, která se stala sídlem příštích králů Tibetu. Jambulagang je tradičně považován za nejstarší stavbu v Tibetu a stojí dodnes.
Otázka historicity či dokonce případné určení životních dat Ňathi Cänpa zůstává dosud nevyřešenou otázkou (pokud se skutečně jedná o historickou postavu, snad žil někdy v 3.–2. století př. n. l.).